# Magneto (ignición)
Una magneto, o magneto de alta tensión, es un dispositivo electromecánico que proporciona pulsos de corriente de alto voltaje para alimentar el sistema de ignición de distintos tipos de motores de explosión, como los que utilizan gasolina, etanol o gases combustibles.
El uso de las magnetos de ignición ha quedado limitado principalmente a motores que no disponen de una fuente de suministro eléctrico (habitualmente una batería), como por ejemplo cortacéspedes y motosierras, aunque es ampliamente utilizado en motores aeronáuticos de pistón, que normalmente disponen de su propio sistema de suministro eléctrico. En este caso, la capacidad de autogeneración eléctrica de la magneto se utiliza como medida de seguridad para aumentar la fiabilidad de los motores ante un fallo eléctrico: en teoría, la magneto continúa operando mientras gire el motor.
El uso de la magneto fue masivo en la industria del automóvil hasta que fue sustituida progresivamente por el delco a partir de los años 1930, a medida que los coches fueron disponiendo de baterías eléctricas fiables.

## Historia
Producir el salto de una chispa eléctrica entre los bornes de una bujía, particularmente en la cámara de combustión de un motor de alta compresión, requiere un voltaje más grande (o tensión más alta) de la que puede conseguirse con un generador eléctrico normal (dinamo o alternador). La magneto de alta tensión combina una fuente de corriente alterna y un transformador. El generador de la magneto produce una corriente de bajo voltaje y gran intensidad, que el propio transformador del dispositivo convierte en una corriente de alto voltaje, que a pesar de su menor intensidad, es mucho más adecuada para producir chispas en la bujías.
André Boudeville ideó la magneto de alta tensión, pero su diseño no incluía un condensador, lo que limitaba la eficacia de su sistema. Fueron Frederick Richard Simms y Robert Bosch los primeros en desarrollar un dispositivo práctico y plenamente operativo.
La ignición por magneto se introdujo en 1899 en el Daimler Phönix, seguido por Benz, Mors, Turcat-Mery, y Nesseldorf. Cada vez más coches adoptaron la magneto, hasta que aproximadamente en 1918, el sistema se impuso tanto en dispositivos de bajo voltaje (utilizados para alimentar las bobinas secundarias que alimentaban las bujías), como en dispositivos de alto voltaje (para alimentar directamente las bujías, de forma similar a las bobinas de ignición introducidas por Bosch en 1903).

## Funcionamiento

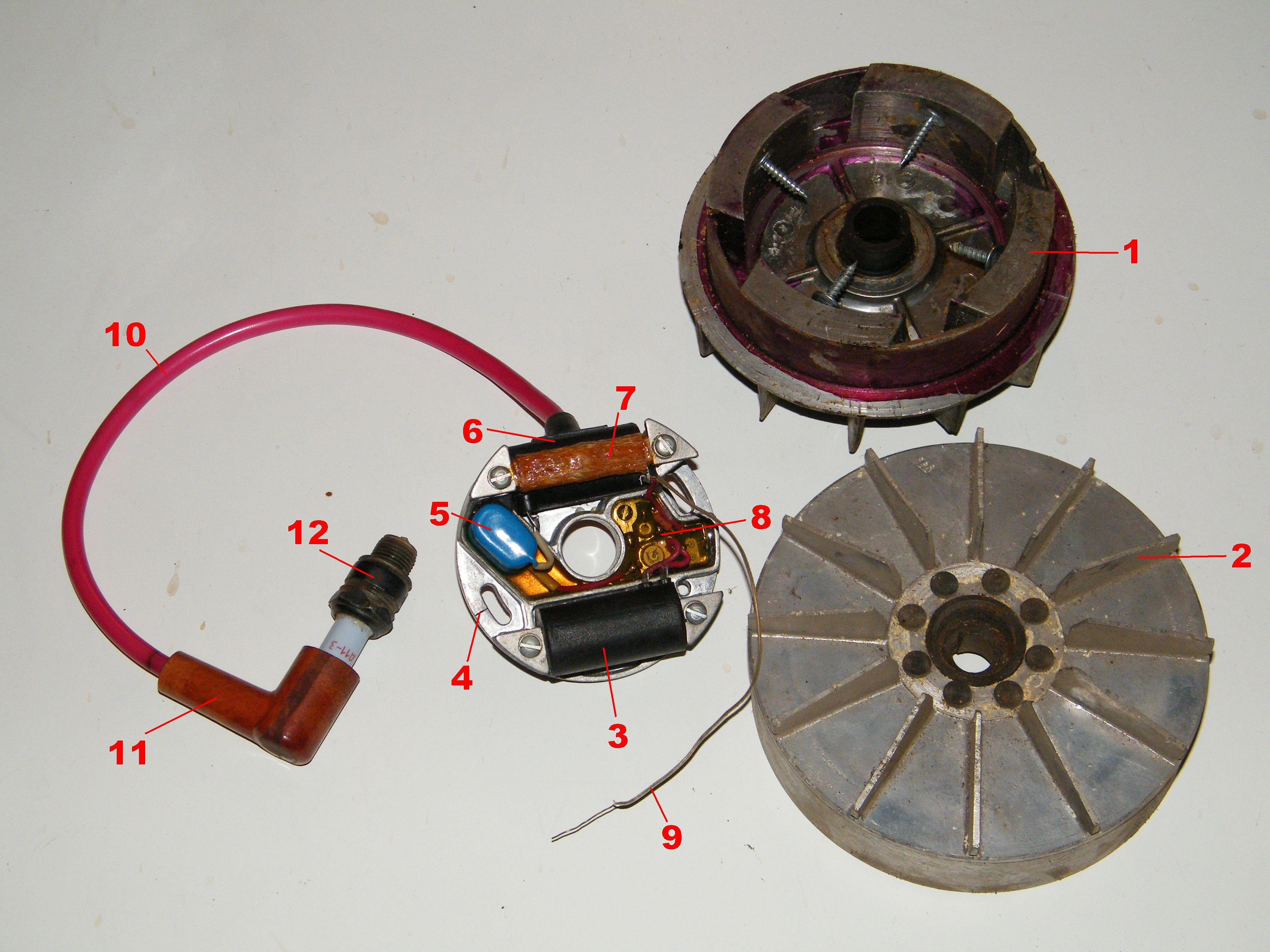
Magneto sin contactos MB-1 de una motosierra URAL:
1 - Volante de inercia de la motosierra (con dos pares de imanes permanentes)
2 - Disco del volante de la motosierra (con el ventilador centrífugo de la cuchilla)
3 - Bobina primaria (generador de baja tensión)
4 - Marca para el ajuste del ángulo de avance del encendido
5 - Condensador
6 - Bobina secundaria (transformador de alta tensión)
7 - Bobina de control del circuito interruptor electrónico
8 - Circuito interruptor electrónico (integrado en resina epoxi)
9 - Cable del apagado: puesto en contacto con la "masa", detiene el motor
10 - Cable de alta tensión
11 - Pipeta de la bujía
12 - Bujía.

En el tipo conocido como magneto de inducido (shuttle magneto en inglés) el motor hace rotar una bobina entre los polos de un imán. En la magneto de inductor, es el imán el que gira alrededor de una bobina estacionaria.
De acuerdo con el movimiento del imán con respecto a la bobina, se produce un cambio en el flujo del campo magnético del imán a través de las espiras de la bobina, induciendo una fuerza electromotriz, lo que a su vez se traduce en un flujo de corriente eléctrica. Una o más veces por vuelta, justo cuando el polo del imán se aparta de la bobina y el flujo magnético empieza a disminuir, una leva excéntrica abre un interruptor (dotado de un muelle de retorno), cortando de forma brusca la corriente (en los modelos modernos, este dispositivo se ha sustituido por un circuito electrónico de corte sin partes móviles, que no requiere mantenimiento). Esto causa que el campo electromagnético en la bobina primaria colapse bruscamente, induciendo un pico de voltaje (de acuerdo con la ley de Faraday) a través de la citada bobina primaria.
Para evitar que se formen chispas indeseables entre los bornes del interruptor, cuando este se abre, se dispone un condensador en paralelo, que absorbe la energía almacenada en la bobina primaria. Así, se aumenta el tiempo disponible para que el interruptor esté plenamente abierto. La función del condensador es similar a la que desempeña en un circuito conmutador en un convertidor de retroceso.
Una segunda bobina, con muchas más espiras que la primaria, está arrollada sobre el mismo núcleo de hierro para formar un transformador eléctrico. La relación del número de espiras entre ambas bobinas marca el voltaje inducido en la bobina secundaria, lográndose un valor muy alto, suficiente para formar un arco eléctrico entre los bornes de la bujía. Mientras que el voltaje de la bobina primaria puede ascender a varios centenares de voltios, el voltaje en la bobina secundaria puede alcanzar fácilmente varias decenas de miles de voltios, dado que la bobina secundaria normalmente tiene del orden de 100 veces más espiras que la bobina primaria.
El condensador y la bobina forman un circuito resonante, en el que la energía pasa del condensador a la bobina y viceversa. Debido a las pérdidas inevitables en el sistema, esta oscilación decae rápidamente. Esto disipa la energía que permanece almacenada en el condensador a tiempo para que cuando se cierre de nuevo el circuito, el condensador se haya descargado y esté listo para repetir el ciclo.
En modelos de magneto más evolucionados, la leva que cierra el circuito puede ser accionada por un sistema externo para regular el avance de la ignición. Suele estar basado en dos masas centrífugas, que al aumentar el régimen de giro se alejan del eje de rotación, haciendo variar la posición angular relativa de la leva que acciona el interruptor respecto al eje de la magneto (y por lo tanto, también respecto al motor). De esta forma, se consigue ajustar de forma automática y gradual el avance óptimo del instante en el que se produce la chispa durante el ciclo de combustión.
Sirve para variar progresivamente el avance al aumentar el número de revoluciones: 
En los sistemas modernos, la magneto solo incluye el sistema de baja tensión, que se conecta a una bobina de ignición externa, que dispone de sus dos propios devanados (primario y secundario) para generar el alto voltaje requerido por las bujías. Este montaje es conocido como un sistema de ignición con "transferencia de energía". Inicialmente, se utilizó este sistema porque es más fácil aislar correctamente la bobina secundaria cuando se sitúa separada en el exterior, que cuando está integrada interiormente en la construcción de la magneto (las primeras magnetos montaban las bobinas externamente a las partes rotativas para aislarlas más fácilmente, aun a expensas de su eficacia). Posteriormente, el aislamiento de los materiales ha mejorado hasta el punto de que construir magnetos integradas es relativamente fácil, pero los sistemas de transferencia de energía siguen siendo utilizados cuando la fiabilidad es un factor clave, como en los motores de aviación.

## Impulsor de acoplamiento

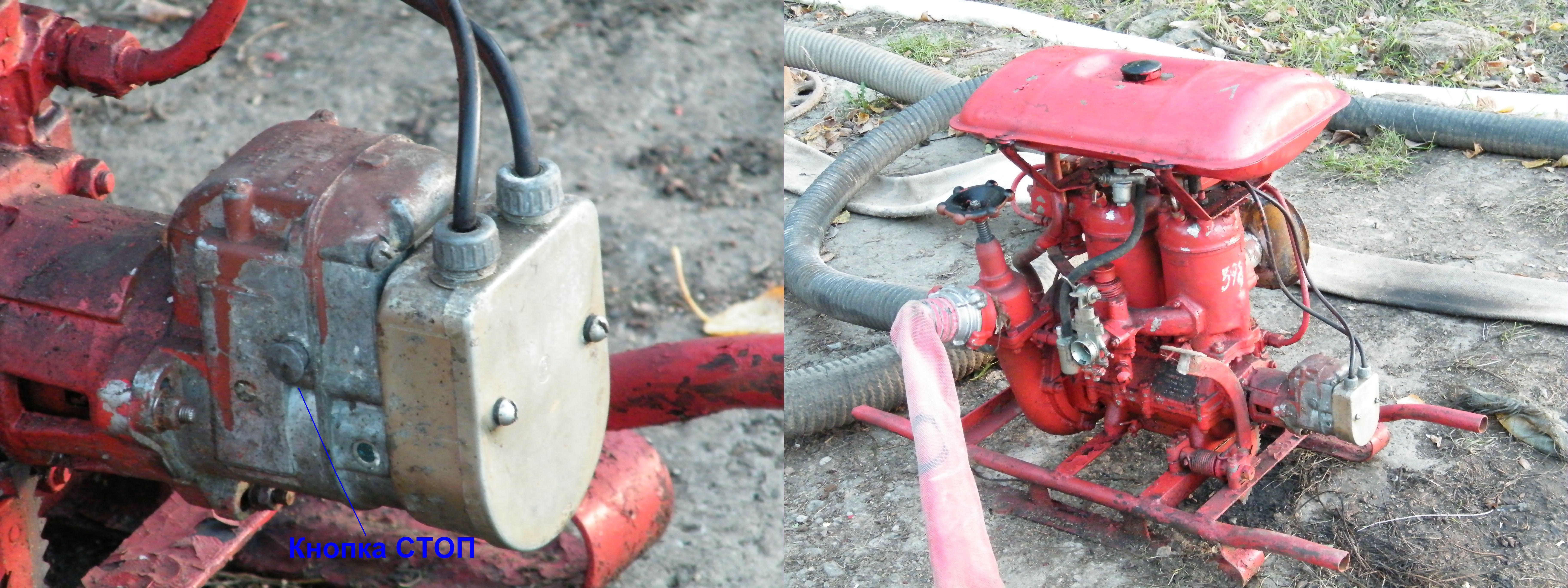
Magneto del motor bicilíndrico de una motobomba.

El hecho de que la magneto produce bajos voltajes a velocidades reducidas, dificulta el arranque del motor. Por lo tanto, algunas magnetos disponen de un impulsor de acoplamiento, un sistema mecánico que regula la conexión entre el motor y el eje de la magneto, dotado de un acumulador mecánico equipado con un muelle espiral. Una vez arrollado el muelle, el mecanismo libera momentáneamente el acoplamiento entre el motor y la magneto, de forma que esta puede girar libremente a gran velocidad impulsada por el muelle espiral. En un momento dado, el acoplamiento pone en movimiento el motor, pudiéndose iniciar el proceso de ignición, dado que la magneto es capaz de generar chispas con la intensidad suficiente.

## Aviación
Dado que no requiere ninguna batería u otra fuente de energía eléctrica, la magneto es un sistema de ignición autoalimentado compacto y fiable, motivo por el que se sigue utilizando en muchas aplicaciones de aviación general.
Desde el inicio de la Primera Guerra Mundial en 1914, los motores de aviación estaban dotados de equipos redundantes para evitar fallos (incluso a expensas de aumentar su peso); así, cada cilindro estaba habitualmente dotado de dos bujías, cada una conectada con un sistema de magneto independiente. Adicionalmente, se mejoraba el rendimiento del motor optimizando el proceso de combustión. Las bujías gemelas proporcionan dos puntos de ignición dentro del cilindro, reduciendo el tiempo necesario para la combustión y reduciendo las presiones y las temperaturas necesarias para un óptimo aprovechamiento del carburante. A medida que aumenta la presión dentro del cilindro, también aumenta la temperatura; y con una sola bujía, el combustible sin quemar fuera del frente de llama inicial puede autoinflamarse, produciendo una deflagración separada y desincronizada respecto a la producida por la bujía. Esto lleva a un brusco aumento de presión en el cilindro, produciendo en el motor el característico fenómeno denominado "picado de bielas". Un octanaje del combustible más alto alarga el lapso de auto-ignición a una temperatura y presión dadas, reduciendo el "tableteo" del motor. De igual forma, la ignición más eficiente proporcionada por las bujías gemelas permite disminuir el octanaje del combustible requerido por el motor. Como las dimensiones de las cámaras de combustión determinan el tiempo necesario para quemar la carga de combustible en cada ciclo, la doble ignición era especialmente importante en los motores de aeronave con cilindros de gran diámetro utilizados durante la Segunda Guerra Mundial.

## Automóviles
Algunos motores de aviación, al igual que algunos coches de lujo tempranos, dispusieron de sistemas de bujías duales, utilizando, por un lado, una magneto, en combinación con un conjunto formado por una bobina, una dinamo y un circuito de batería. Con esta solución, se facilitaba el arranque automático, dado que el sistema de manivela manual era insuficiente para el arranque de grandes motores para operar el sistema de magneto, incluso con un impulsor de acoplamiento. Cuando se mejoró la fiabilidad de las baterías y se extendió el uso de los motores de arranque, la magneto dejó de utilizarse en los automóviles, pero todavía puede encontrarse en algunos motores deportivos o de competición.